# Surrealizm w muzyce
Surrealizm często określany jako Dadaizm – kierunek w muzyce leżący na pograniczu awangardy muzyki współczesnej, jazzu i rocka. 
Charakteryzuje się całkowitą swobodą oraz często przypadkowością tak w doborze środków jak i treści. Cechuje go brak jakiegokolwiek skrępowania. Niekiedy określany jako „artystyczna kakofonia”. Przez większość odbiorców kierunek nie jest traktowany jako muzyka, choć spełnia jej definicję.
Do artystów uprawiających ten kierunek należą:
- surrealism.tk
- The Cacophony Society
- Nurse With Wound

Artystami, którzy zbliżyli się do tego kierunku lub sporadycznie wykorzystywali jego elementy:
- John Cage
- Frank Zappa
- Faust